# Matic Črnic
Matic Črnic (ur. 12 czerwca 1992 w Mariborze) – słoweński piłkarz grający na pozycji pomocnika w HNK Rijeka.

## Kariera klubowa
Wychowanek NK Maribor, w którym rozpoczął treningi w wieku 7 lat. W pierwszej drużynie tego klubu zadebiutował 20 maja 2009 w przegranym 0:3 meczu z ND Gorica. W sezonie 2010/11 wywalczył z tym klubem mistrzostwo Słowenii, a w czerwcu 2011 podpisał z nim czteroletni kontrakt. Pierwszego gola w tym zespole strzelił 30 lipca 2011 w wygranym 2:1 spotkaniu z Rudarem Velenje. W sezonie 2011/2012 zdobył ze swoim klubem mistrzostwo i puchar Słowenii. W styczniu 2012 został wypożyczony do końca sezonu do ND Dravinja. W styczniu 2013 został wypożyczony do końca sezonu do Aluminiju Kidričevo. W sezonie 2013/2014 wywalczył z klubem kolejne mistrzostwo kraju. W styczniu 2015 podpisał trzyipółletni kontrakt z NK Domžale. W sierpniu 2016 podpisał trzyletni kontrakt z HNK Rijeka. W sezonie 2016/2017 zdobył z tym klubem mistrzostwo Chorwacji.

## Kariera reprezentacyjna
Młodzieżowy reprezentant Słowenii w kadrach od U-15 do U-21. W pierwszej reprezentacji Słowenii zadebiutował 28 marca 2016 w przegranym 0:1 meczu z Irlandią Północną.